# Aouste-sur-Sye
Aouste-sur-Sye é uma comuna francesa na região administrativa de Auvérnia-Ródano-Alpes, no departamento de Drôme. Estende-se por uma área de 17,98 km². Em 2010 a comuna tinha 2 578 habitantes (densidade: 143,4 hab./km²).